# 11622 Самуеле
11622 Самуеле (11622 Samuele) — астероїд головного поясу, відкритий 9 вересня 1996 року.
Тіссеранів параметр щодо Юпітера — 3,303.